# Jaume Palau Tapies
Jaume Palau Tapies (Mollerussa, Pla d'Urgell, 1941) fou un cantant català conegut amb el nom artístic de Santy. A finals dels anys cinquanta començà com a solista en grups de música lleugera de Mollerussa com Capri o Capell. El 1960 es traslladà a Barcelona.
Els primers enregistraments els feu amb Belter i després amb Columbia, Marfe i Padobal. El seu repertori, segons la moda a l'ús, es componia de versions en castellà o català d'èxits del moment, sobretot dels festivals de la cançó més importants de l'època com Eurovisió, San Remo, Benidorm o el del Mediterráneo en el qual triomfà el 1966. Aconseguí fer-se un bon espai entre els solistes melòdics de caràcter modern d'aleshores, sovintejà les actuacions per tota la geografia espanyola, aparegué regularment a programes de ràdio i televisió i fou protagonista habitual en reportatges a les revistes musicals i del cor més conegudes. Santy es casà amb María de los Ángeles Rodríguez, una de les cantants més importants de la primera meitat dels anys 60, Gelu de nom artístic. A mitjans dels anys 70 abandonà la cançó i es dedicà als negocis, alguns relacionats amb sales de festa i discoteques.
Va formar una penya amb el seu grup d'amics i els seus afins es converteixen en protagonistes en participar en les festes amb la seva bulliciosa presència i creant l'ambient necessari en qualsevol acte festiu
Guanyà al costat de Alícia Granados el festival de Benidorm de 1966 amb la cançó "Nocturn", Actiu fins a l'any 70 és en part el responsable que la gran Gelu abandonés la professió després de casar-se amb ell, l'any 1966 també va participar en el "VIII festival per la cançó mediterrània" amb "setembre" acompanyat per l'orquestra del mestre Solà i que va gravar en castellà i català (l'únic tema en català).